# Nakiełek

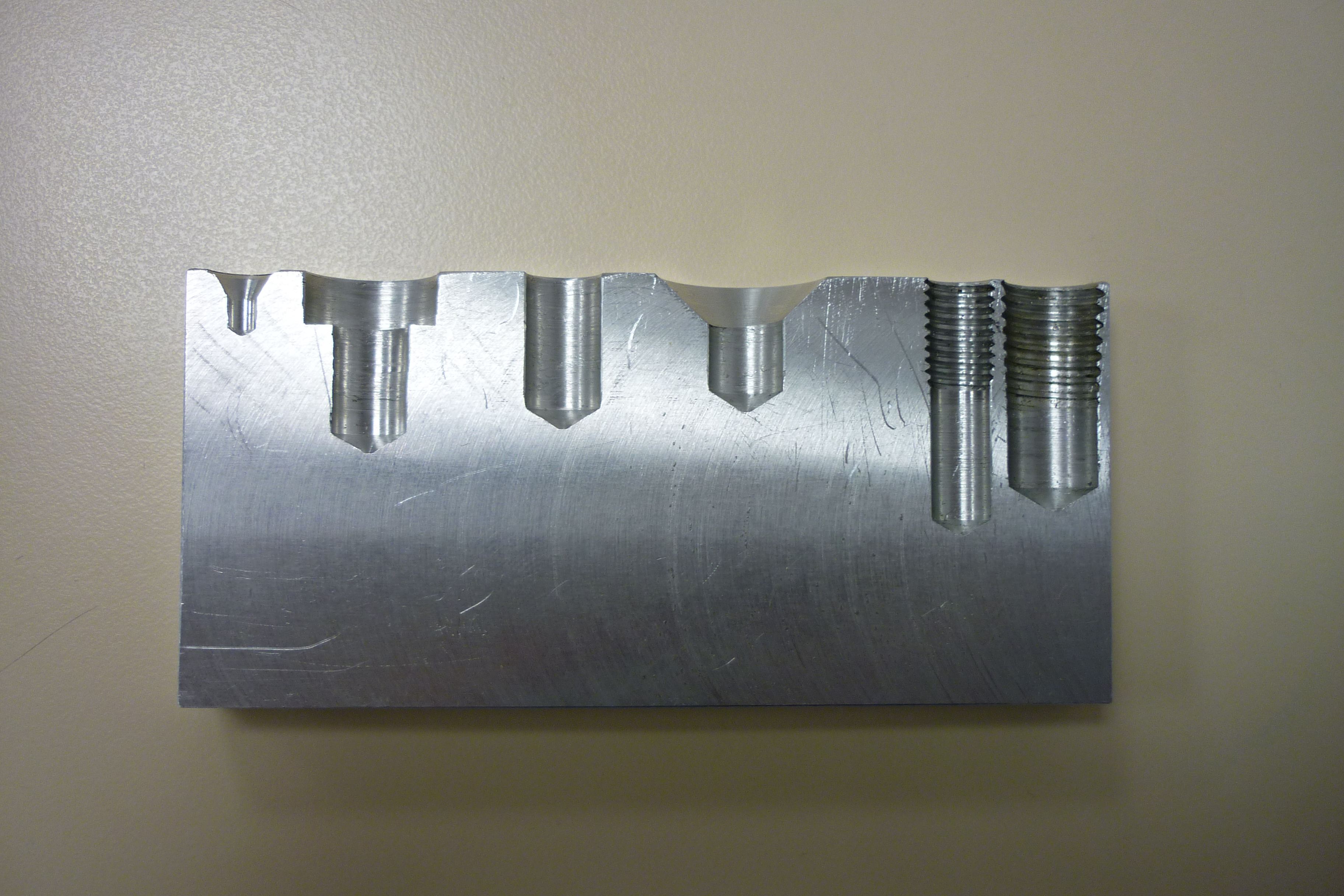
Przekrój przez otwory nieprzelotowe (pierwszy od lewej to nakiełek zwykły)

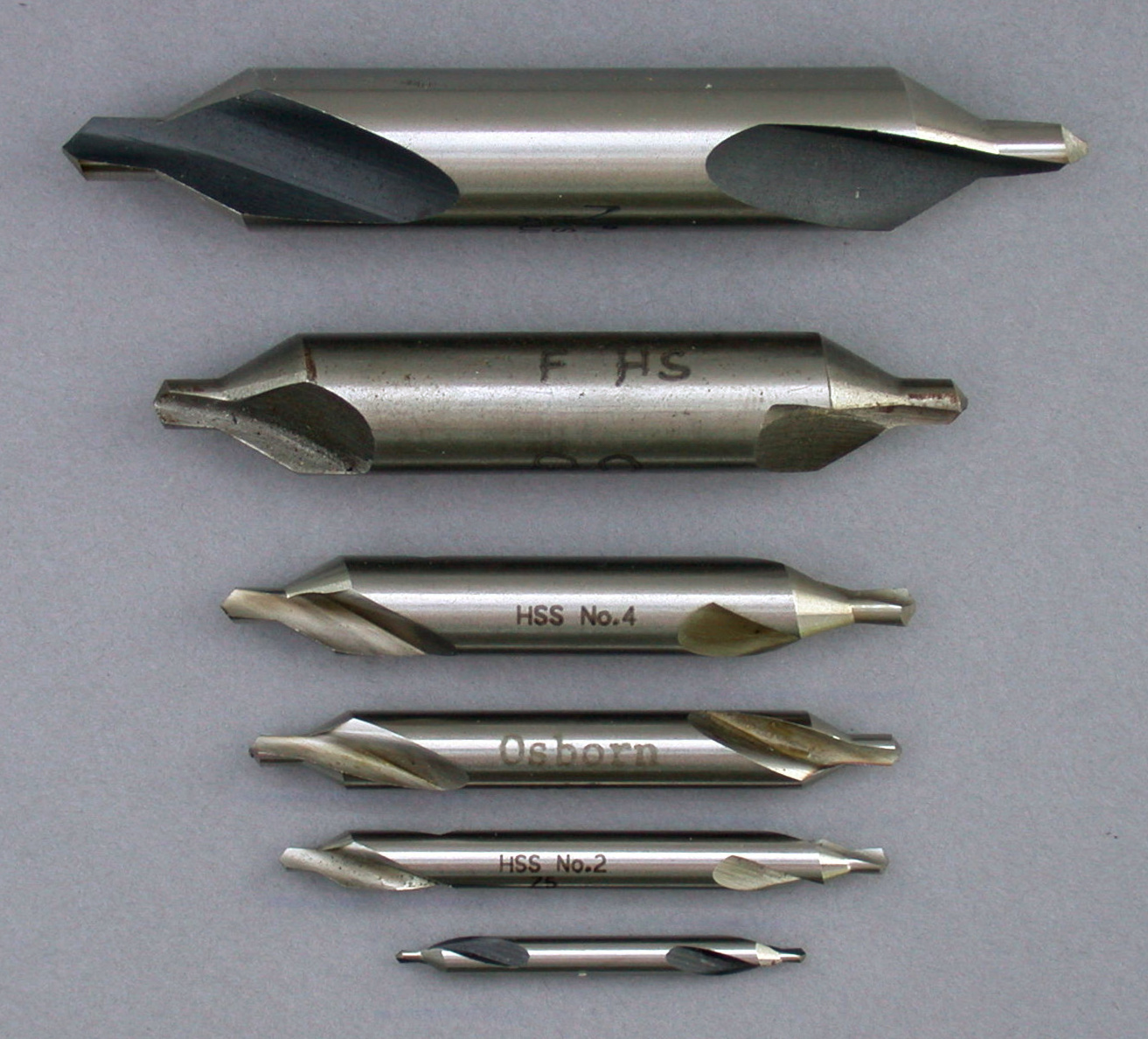
Nawiertaki do nakiełków

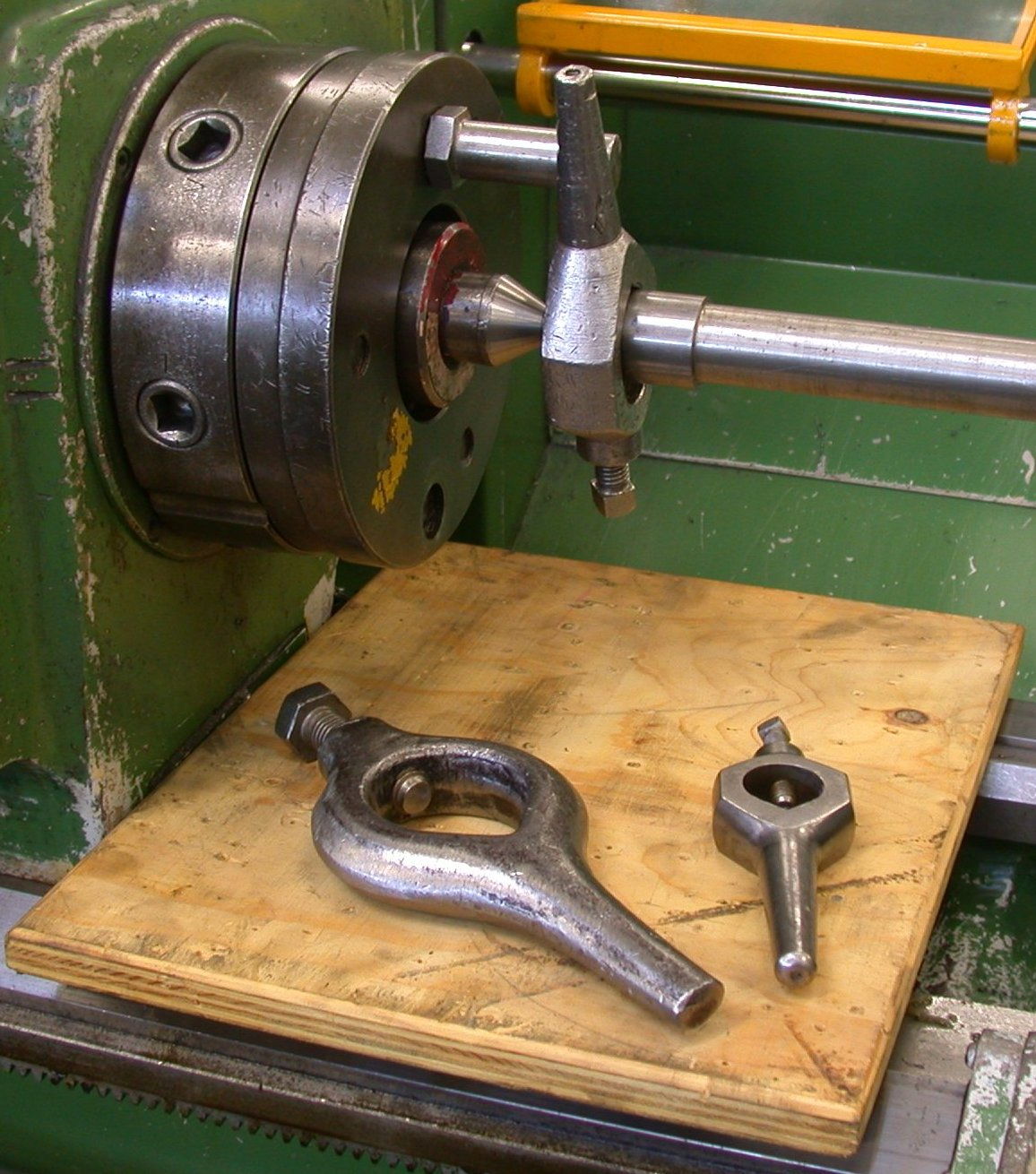
Wałek z nakiełkami zamocowany na kle tokarki obracany za pomocą zabieraka (sercówki). Na blacie leżą dwie sercówki

Nakiełek – baza obróbkowa w postaci otworu nieprzelotowego z podcięciem stożkowym lub łukowym. Stosuje się je do mocowania obracającego się przedmiotu na kle. 
Wyróżnia się:
- nakiełki zwykłe (odmiana A według PN-EN ISO 6411) – stosowane w przedmiotach, od których nie wymaga się dużej dokładności, oraz tam, gdzie zostaną one usunięte podczas obróbki[1]
- nakiełki chronione (odmiana B według PN-EN ISO 6411) – powszechnie stosowane do przedmiotów klasy wał; sfazowanie pod kątem 120° chroni powierzchnię czołową przed nierównościami, spowodowanymi wybiciem materiału przez kieł, oraz przed uszkodzeniami powierzchni stożkowej 60° nakiełka
- nakiełki łukowe (odmiana R według PN-EN ISO 6411) – stosowane (rzadko) w przypadku materiałów trudnoobrabialnych[1].

Występują ponadto nakiełki nieznormalizowane o zwiększonym kącie rozwarcia (75°, a nawet 90°) stosowane w przypadku wałów ciężkich i z otworem gwintowanym.
Nakiełki wykonuje się na nakiełczarkach za pomocą nawiertaków oraz na nakiełczarkofrezarkach. W produkcji małoseryjnej i jednostkowej, przy braku dostępu do wymienionych maszyn, nakiełki wykonuje się na tokarkach, wiertarkach i wiertarkofrezarkach przy pomocy specjalnego oprzyrządowania.